# کوه فورمیدبل
کوه فورمیدبل (به انگلیسی: Mount Formidable) یک کوه در ایالات متحده آمریکا است که در واشینگتن واقع شده‌است.